# Miserentissimus Redemptor

Brasão de armas do Papa Pio XI.

Miserentissimus Redemptor é o título de uma encíclica do Papa Pio XI, emitida em 8 de maio de 1928 sobre reparação ao Sagrado Coração. Esta encíclica trata dos conceitos de Atos de Reparação e Expiação.
Referindo-se a encíclica do papa Leão XIII, Annum sacrum, Pio declarou: "Porque, como antigamente, quando a humanidade saía da arca de Noé, Deus pôs Seu" arco nas nuvens "(Gênesis IX, 13), brilhando como sinal de aliança amigável; portanto, nos tempos mais turbulentos de uma era mais recente, ... então o Jesus mais benigno mostrou seu próprio Coração mais sagrado às nações levantadas como um padrão de paz e caridade, que não indicavam nenhuma vitória duvidosa no combate".
Nesta encíclica, o Papa Pio XI discutiu a reparação da seguinte maneira:
"O amor da criatura deve ser dado em troca do amor do Criador, outra coisa se segue disso de uma vez: o mesmo Amor não criado, se assim for, foi negligenciado pelo esquecimento ou violado pela ofensa, algum tipo de compensação deve ser processado pelo prejuízo, e essa dívida geralmente é chamada pelo nome de reparação." 
Tendo discutido a necessidade de reparação, Pio estabeleceu a Festa do Sagrado Coração de Jesus como um dia de reparação.

Na encíclica, o Papa Pio XI declarou que Jesus Cristo "se manifestara" a Santa Margarida e "prometera a ela que todos aqueles que prestassem essa honra ao Seu Sagrado Coração seriam dotados de uma abundância de graças celestiais". 